# Graña (Junquera de Ambía)
Graña (llamada oficialmente Santiago da Graña) es una parroquia y un lugar del municipio español de Junquera de Ambía, en la provincia de Orense, Galicia.

## Organización territorial
La parroquia está formada por cinco entidades de población:
- A Brandela
- A Graña
- A Pena
- Casnaloba
- Cerdeira

## Demografía

### Parroquia
| Gráfica de evolución demográfica de Graña (parroquia) entre 2000 y 2022 |
|                                                                         |
| Datos según el nomenclátor publicado por el INE.                        |

### Lugar
| Gráfica de evolución demográfica de A Graña (lugar) entre 2000 y 2022 |
|                                                                       |
| Datos según el nomenclátor publicado por el INE.                      |